# Lynn Strait
James Lynn Strait (Manhasset, 7 de agosto de 1968-Santa Bárbara, 11 de diciembre de 1998) fue un cantante estadounidense, conocido por haber sido el vocalista y cofundador de la banda Snot. Murió en un accidente automovilístico a la edad de 30 años.

## Primeros años
Strait nació el 7 de agosto de 1968 en la ciudad de Nueva York. El padre de Strait estaba en las Fuerzas Armadas de los Estados Unidos, y la familia Strait se mudó por todo el país a finales de los 60 y principios de los 70, antes de decidir establecerse en Santa Bárbara, California, cuando Lynn tenía 10 años. Aunque no le diagnosticaron la enfermedad hasta que fue adulto, Strait padecía del síndrome de Tourette. Antes de fundar la banda Snot, Strait tocó el bajo en una banda llamada Lethal Dose. En 1988, Strait fundó la banda Snot junto al guitarrista Mike Doling, con la cual lanzaron al mercado su álbum debut, Get Some, el 27 de mayo de 1997.

## Muerte
James Lynn Strait murió instantáneamente en Santa Bárbara, en la autopista 101 con rumbo hacia a Los Ángeles, luego de que su automóvil Ford Tempo fuera embestido por una camioneta grande, según el reporte de los oficiales de California Highway Patrol. Dobbs, el perro bóxer de Strait, que estaba sentado en el asiento trasero, también murió. El conductor de la camioneta, David Redderson, de 20 años, sufrió una lesión en el cuello y fue tratado en el Hospital Saint Francis en Santa Bárbara y dado de alta, informó un supervisor de enfermería. Redderson, quien era estudiante de la Universidad Politécnica Estatal de California, se dirigía a Ventura para pasar las vacaciones con su familia, dijo su hermano, quien condujo hasta el lugar del accidente a unas ocho millas al norte de Ventura.
Strait aparentemente había terminado de  visitar a sus padres, James y Marie Strait, quienes vivían en Santa Bárbara y estaban divorciados, los cuales vivían en hogares distintos. Un amigo de la familia dijo a los oficiales que Strait había planeado visitar también a un amigo en Los Ángeles. En su asiento trasero se encontró una mochila llena con su ropa.

## Legado
Debido a que Lynn Strait no grabó las voces para el segundo álbum de la banda, se decidió que las pistas vocales del álbum se completarían con los amigos de Strait como un homenaje. El álbum llamado Strait Up, lanzado el 7 de noviembre de 2000, contó con las apariciones de los vocalistas de System of a Down, Korn, Hed PE, Soulfly, Incubus, Sevendust, Limp Bizkit, Coal Chamber, Slipknot y Sugar Ray. El álbum alcanzó el puesto número 56 en el Billboard 200.

## Discografía

### conSnot
- Get Some (1997)